# Чарльз Джон Фіппс
Чарльз Джон Фіппс — англійський архітектор, що спеціалізувався на проектуванні будівель театрів.